# Конфолан
Конфола́н (фр. Confolens) — коммуна во Франции, находится в регионе Пуату — Шаранта. Департамент — Шаранта. Главный город кантона Рюэль-сюр-Тувр. Округ коммуны — Ангулем.
Код INSEE коммуны — 16106.
Коммуна расположена приблизительно в 340 км к юго-западу от Парижа, в 70 км южнее Пуатье, в 60 км к северо-востоку от Ангулема.

## Население
Население коммуны на 2008 год составляло 2791 человек.
| 1962 | 1968 | 1975 | 1982 | 1990 | 1999 | 2008 |
| ---- | ---- | ---- | ---- | ---- | ---- | ---- |
| 2736 | 2731 | 2865 | 3009 | 2904 | 2856 | 2791 |

## Климат
Климат океанический, более влажный и прохладный, чем в остальной части департамента.
| Показатель                            | Янв. | Фев. | Март | Апр. | Май   | Июнь | Июль | Авг. | Сен. | Окт. | Нояб. | Дек.  | Год    |
| ------------------------------------- | ---- | ---- | ---- | ---- | ----- | ---- | ---- | ---- | ---- | ---- | ----- | ----- | ------ |
| Средний суточный максимум, °C         | 6,3  | 8,0  | 10,4 | 12,9 | 16,8  | 20,4 | 23,3 | 23,0 | 20,5 | 15,6 | 10,3  | 7,6   | 14,6   |
| Средняя температура, °C               | 3,6  | 4,9  | 6,8  | 9,0  | 12,7  | 16,1 | 18,7 | 18,4 | 16,1 | 12,0 | 7,2   | 4,9   | 10,9   |
| Средний суточный минимум, °C          | 0,9  | 1,9  | 3,1  | 5,0  | 8,7   | 11,8 | 14,1 | 13,8 | 11,7 | 8,3  | 4,1   | 2,1   | 7,1    |
| Норма осадков, мм                     | 96,7 | 90,5 | 90,9 | 80,5 | 104,2 | 70   | 65,7 | 71,2 | 73,5 | 92,1 | 85,8  | 101,8 | 1022,9 |
| Источник: Normes et records 1961-1990 |      |      |      |      |       |      |      |      |      |      |       |       |        |

## Администрация
| Период | Период | Фамилия          | Партия                    | Примечания |
| ------ | ------ | ---------------- | ------------------------- | ---------- |
| 1949   | 1965   | Морис Круалебуа  | Разные правые             | пекарь     |
| 1965   | 1975   | Марсель Перро    |                           | врач       |
| 1977   | 1995   | Жан Рейра        | Социалистическая партия   |            |
| 1995   | 2008   | Эрве Девильманди | Союз за народное движение |            |
| 2008   | 2014   | Жан-Луи Дютрья   | Союз за народное движение |            |

## Экономика
В 2007 году среди 1600 человек в трудоспособном возрасте (15—64 лет) 1104 были экономически активными, 496 — неактивными (показатель активности — 69,0 %, в 1999 году было 68,7 %). Из 1104 активных работали 1000 человек (502 мужчины и 498 женщин), безработных было 104 (45 мужчин и 59 женщин). Среди 496 неактивных 146 человек были учениками или студентами, 199 — пенсионерами, 151 были неактивными по другим причинам.

## Города-побратимы
- Георгенталь (Германия, с 2005)
- Питлохри (Шотландия, с 1999)

## Фотогалерея

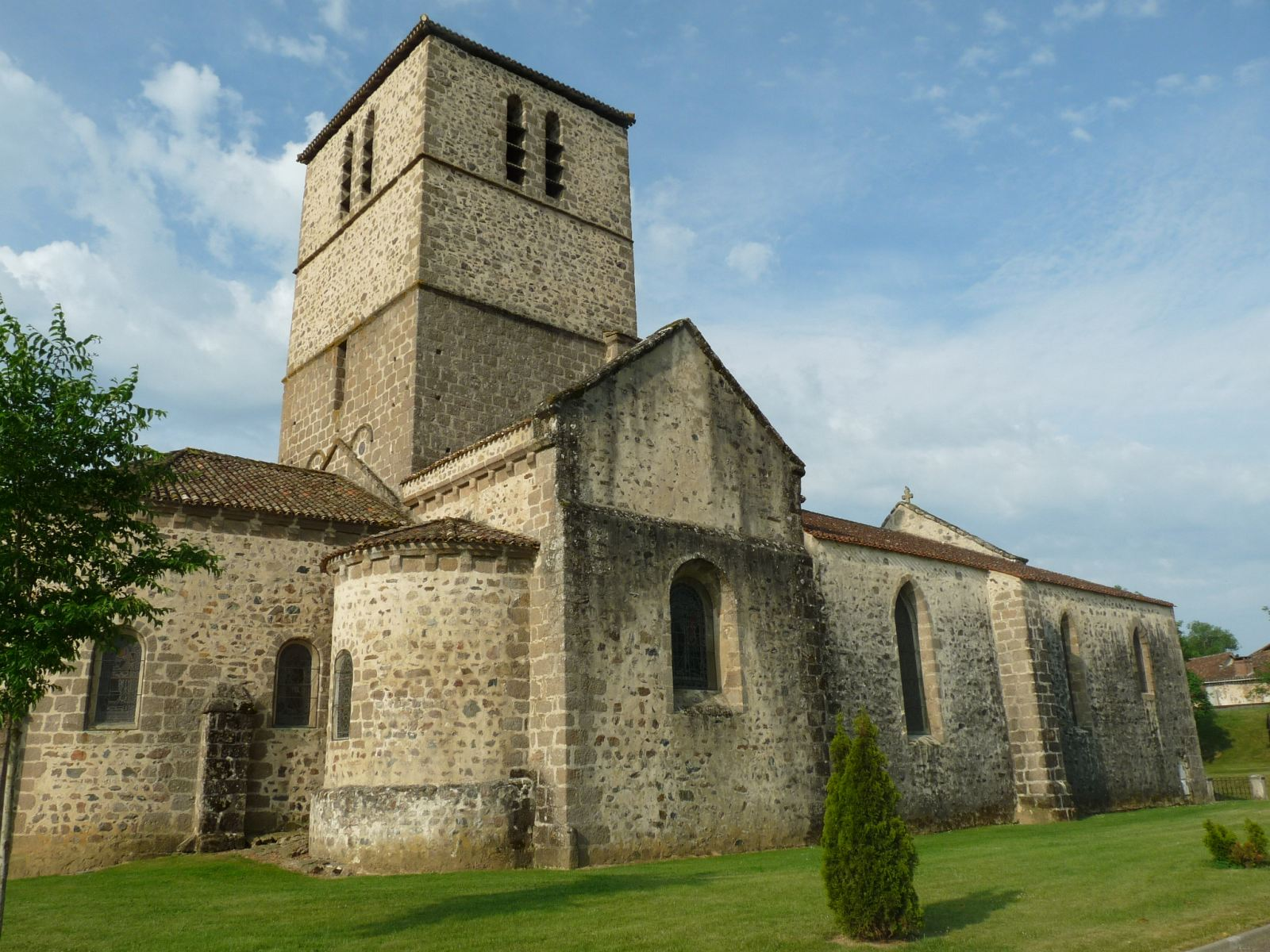
Церковь Сен-Бартелеми
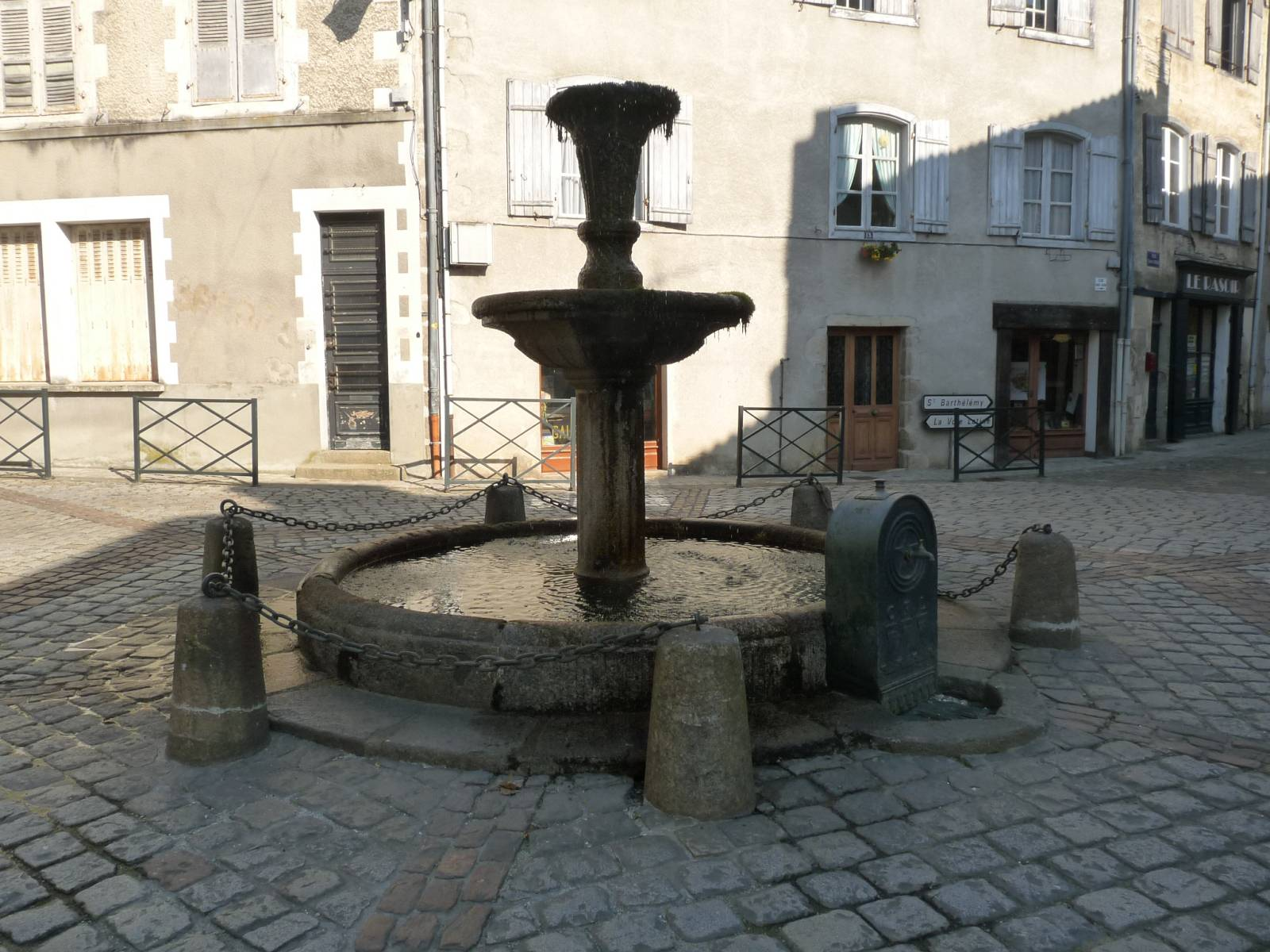
Фонтан Фонторс
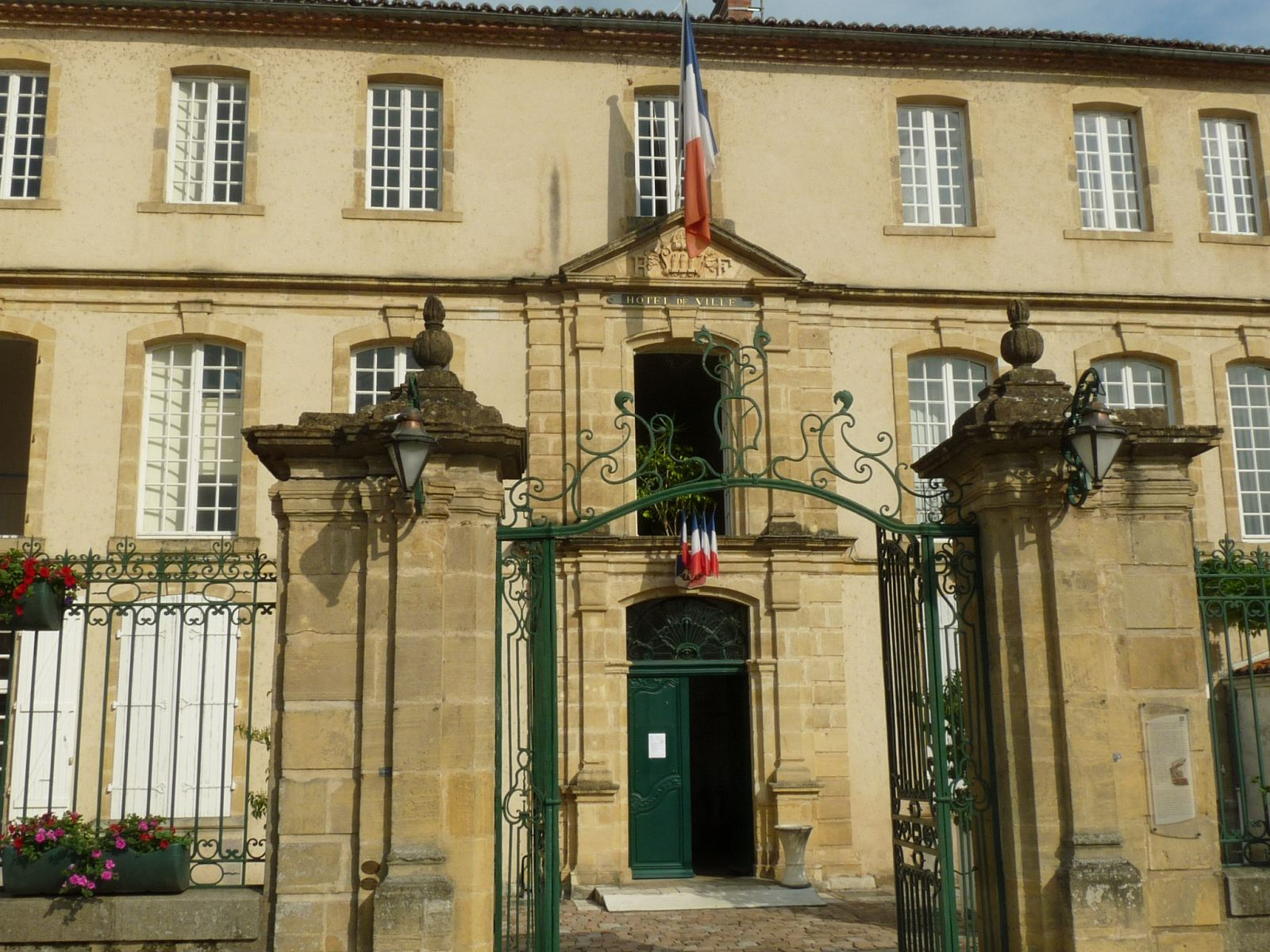
Мэрия